# Malazan Book of the Fallen
Malazan Book of the Fallen er en fantasy-bogserie af den canadiske forfatter Steven Erikson. Serien består af ti bøger fra Gardens of the Moon (1999) til The Crippled God (2011). Handlingen i serien er meget kompliceret, idet den omhandler en lang række personers historie i et tidsrum af flere tusinde år på adskillige kontinenter.
Plottet præsenterer en kæde af begivenheder i den verden, hvor Malaz-riget ligger. Hver af de fem første romaner kan læses relativt uafhængigt, idet den primære konlikt i hver enkelt bliver afsluttet i bogen. Men mange begivenheder og personer optræder i mange forskellige bøger og binder dermed fortællingen sammen. Bøgernes univers blev skabt af Steven Erikson og Ian Cameron Esslemont tidligt i 1980'erne som baggrund for deres GURPS-bordrollespil. I 2005 påbegyndte Esslemont med bogen Night of Knives udgivelsen af en selvstændig serie på seks romaner med udgangspunkt i samme univers. Selvom Esslemonts bøger udgives under en anden serietitel (Novels of the Malazan Empire), samarbejdede Esslemont og Erikson om historiefortællingen i hele det samlede projekt på 16 bøger, og Esslemonts romaner opfattes som lige så kanoniske og integrerede i seriens mytologi som Eriksons egen.
Serien har fået udbredt kritiker-ros. Anmeldere har rost bøgernes episke rækkevidde og plottenes kompleksitet, og andre fantasy-forfattere som Glen Cook (The Black Company) og Stephen R. Donaldson (The Chronicles of Thomas Covenant) har udråbt den til et fantasiens mesterværk og sammenlignet Erikson med forfattere som Joseph Conrad, Henry James, William Faulkner, og Fjodor Dostojevskij.